# Kościół św. Jana Chrzciciela w Budzistowie
Kościół św. Jana Chrzciciela w Budzistowie – świątynia gotycka z 1222 roku lub połowy XIII wieku lub około 1281, jednonawowa o wymiarach 8×5 m.
Kościół został ponownie poświęcony w 1980 roku.

## Historia
Świątynia, być może jeszcze drewniana, została założona w 1222 roku przez księżną pomorską Mirosławę, matkę Barnima I. Przypuszczalnie kościół murowany wzniesiono około 1250 roku, jednak nie później niż w 1281 roku, gdy był wzmiankowany. Kościół podarowano klasztorowi w Mogilnie. Według źródła z 1333 r. świątynia podlegała biskupowi kamieńskiemu. 
W wyniku reformacji i Wojny 30-letniej świątynia została zdewastowana, w związku z czym rozważano zburzenie kościoła, jednak w 1670 roku świątynia została wyremontowana. Nadano wtedy oknom kształt prostokąta, a na mury nałożono cienki różowawy tynk. Podczas rosyjskiego oblężenia Kołobrzegu w 1760 roku, świątynia została uszkodzona. W 1776 roku wyremontowano kościół z funduszy mieszkańców okolicznych wiosek. Podczas oblężenia Kołobrzegu w 1807 roku kościół został uszkodzony.
Duże zmiany w wyglądzie kościoła są efektem odbudowy z 1824 roku. Podczas niej w elewacji zachodniej wybito nowe wejście, a w górnej części wzniesiono ryglową wieżyczkę krytą gontem. Portale boczne zamurowano, a całą świątynię pokryto kolejną warstwą tynku. 
Kapitalny remont kościoła przeprowadzono w 1890 roku, wykonując nowy dach, w części nawowej wypruto po bokach dwa neogotyckie okna, naprawiono sklepienie absydy oraz wieżę, a także uzupełniono braki w otynkowaniu zaprawą cementową. Podczas walk w 1945 roku i Kołobrzeg, zostało zniszczone zwieńczenie wieży, oszklenia i częściowo ceglane zwieńczenie absydy.
W latach 60. i 80. XX wieku naprawiono wieżyczkę nieco zmieniając jej kształt w porównaniu z wcześniejszym, usunięto tynk z murów, położono drewniany strop, zbudowano emporę. W roku 2000 położono nową ceramiczną dachówkę. W 2017 roku przeprowadzono konserwację elewacji wschodniej.
Nawa kościoła pierwotnie posiadała sklepienia. Prezbiterium jest sklepione sklepieniem krzyżowo-żebrowym.

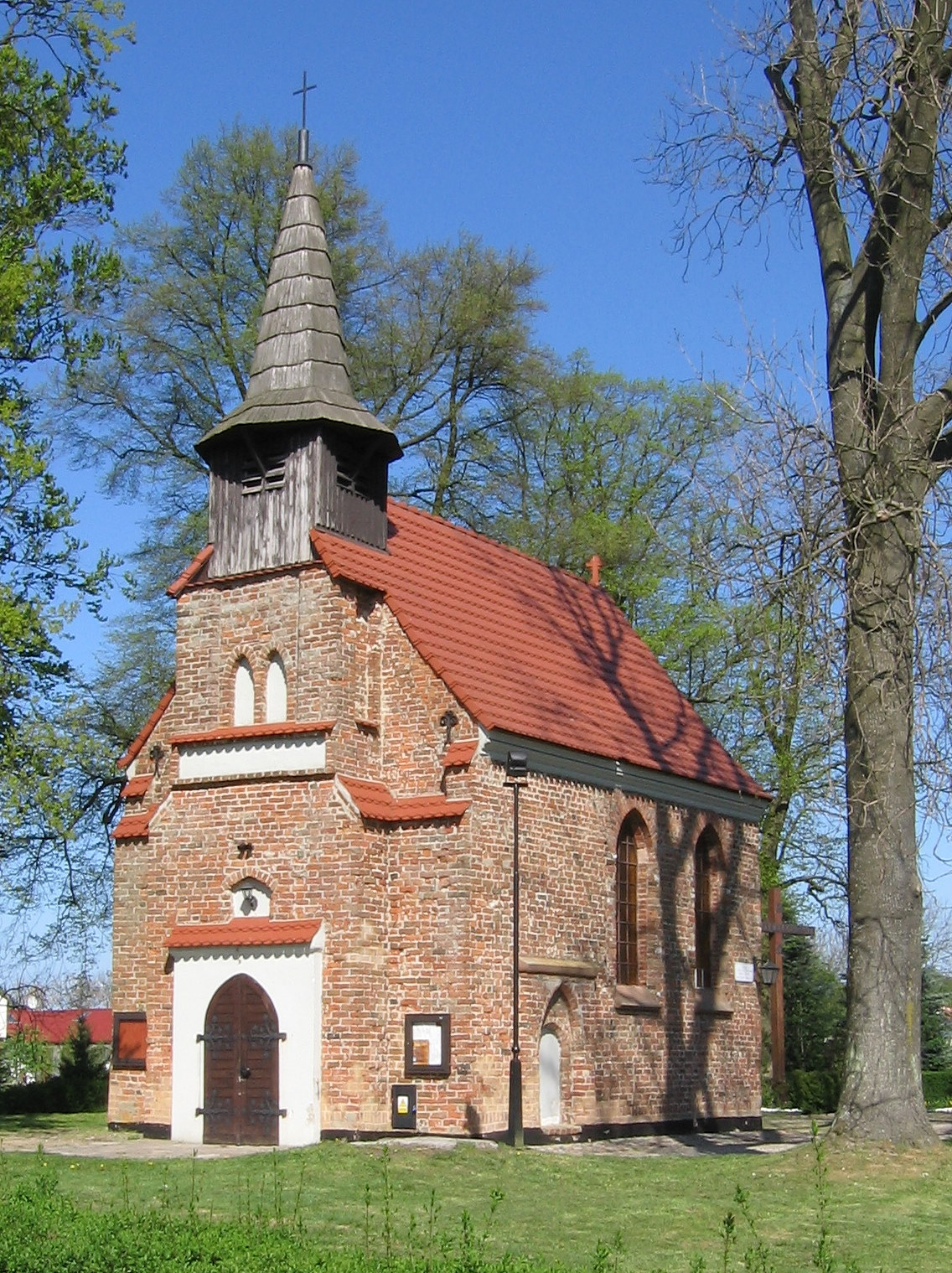
Kościół od zachodu w 2009 r.
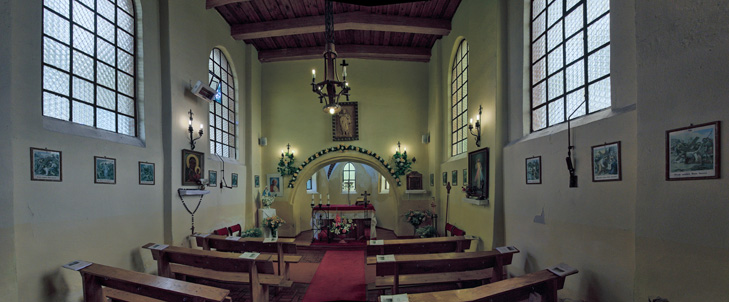
Wnętrze w kierunku ołtarza